# Politique dans la Haute-Garonne

## Représentation politique et administrative

### Préfets et arrondissements

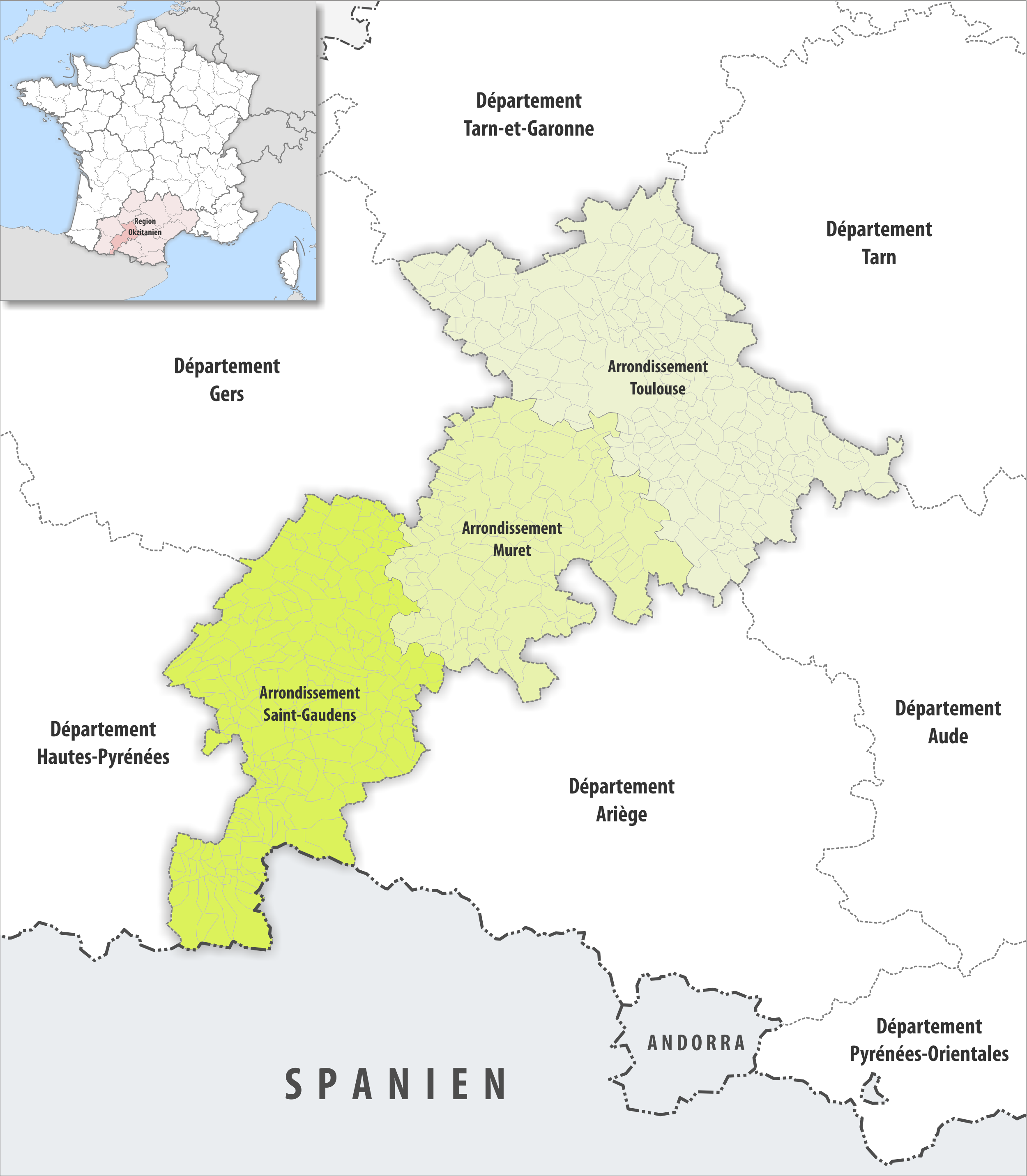
Carte des arrondissements de la Haute-Garonne en 2019.

Le département de la Haute-Garonne est découpé en trois arrondissements regroupant les cantons suivants :
- Arrondissement de Muret : 
Auterive, Carbonne, Cazères, Cintegabelle, Le Fousseret, Montesquieu-Volvestre, Muret, Portet-sur-Garonne, Rieumes, Rieux-Volvestre, Saint-Lys.
- Arrondissement de Saint-Gaudens : 
Aspet, Aurignac, Bagnères-de-Luchon, Barbazan, Boulogne-sur-Gesse, L'Isle-en-Dodon, Montréjeau, Saint-Béat, Saint-Gaudens, Saint-Martory, Salies-du-Salat.
- Arrondissement de Toulouse : 
Blagnac, Cadours, Caraman, Castanet-Tolosan, Fronton, Grenade, Lanta, Léguevin, Montastruc-la-Conseillère, Montgiscard, Nailloux, Revel, Toulouse-I, Toulouse-II, Toulouse-III, Toulouse-IV, Toulouse-V, Toulouse-VI, Toulouse-VII, Toulouse-VIII, Toulouse-IX, Toulouse-X, Toulouse-XI, Toulouse-XII, Toulouse-XIII, Toulouse-XIV, Toulouse-XV, Tournefeuille, Verfeil, Villefranche-de-Lauragais, Villemur-sur-Tarn.

Depuis le redécoupage cantonal de 2014, un canton peut contenir des communes provenant de plusieurs arrondissements. Cela concerne les trois cantons haut-garonnais suivants : Cazères, Escalquens et Plaisance-du-Touch.
|              | Identité            | Circonscription administrative             | Anciennes fonctions                                        |
| ------------ | ------------------- | ------------------------------------------ | ---------------------------------------------------------- |
| Préfet       | Pierre-André Durand | Occitanie/Haute-Garonne                    | Préfet de la région Normandie, préfet de la Seine-Maritime |
| Sous-préfets | Jean-Luc Blondel    | Arr. de Muret                              | Sous-préfet de Saint-Julien-en-Genevois                    |
| Sous-préfets | Gilles Pellegrin    | Arr. de Saint-Gaudens                      | Sous-préfet d'Aubusson                                     |
| Sous-préfets | Hélène Lestarquit   | Arr. de Toulouse (hors Toulouse Métropole) | Sous-préfète de Briançon                                   |

### Députés et circonscriptions législatives
Depuis le nouveau découpage électoral, le département comprend dix circonscriptions regroupant les cantons suivants :
- 1re circonscription : Blagnac, Toulouse-IV, Toulouse-V, Toulouse-XIII (sauf commune de Colomiers), commune de Toulouse (partie comprise dans le canton de Toulouse-XIV)
- 2e circonscription : Montastruc-la-Conseillère, Toulouse-VI, Toulouse-VII, Toulouse-XV, commune de Montrabé
- 3e circonscription : Toulouse-II, Toulouse-VIII (sauf commune de Montrabé), Toulouse-IX (sauf commune de Ramonville-Saint-Agne et la partie de la commune de Toulouse située à l'ouest du canal du Midi), Verfeil
- 4e circonscription : Toulouse-I, Toulouse-III, Toulouse-XII
- 5e circonscription : Fronton, Grenade, Toulouse-XIV (partie non comprise dans la 1re circonscription), Villemur-sur-Tarn
- 6e circonscription : Cadours, Léguevin, Saint-Lys, communes de Colomiers, Pibrac et Tournefeuille
- 7e circonscription : Auterive, Carbonne, Cintegabelle, Muret, Montesquieu-Volvestre, Rieux
- 8e circonscription : Aspet, Aurignac, Bagnères-de-Luchon, Barbazan, Boulogne-sur-Gesse, Cazères, Le Fousseret, L'Isle-en-Dodon, Montréjeau, Rieumes, Saint-Béat, Saint-Gaudens, Saint-Martory, Salies-du-Salat.
- 9e circonscription : Portet-sur-Garonne, Toulouse-IX (commune de Ramonville-Saint-Agne et la partie de la commune de Toulouse située à l'est du canal du Midi), Toulouse-X, Toulouse-XI
- 10e circonscription : Caraman, Castanet-Tolosan, Lanta, Montgiscard, Nailloux, Revel, Villefranche-de-Lauragais

À la suite du redécoupage des cantons de 2014, les circonscriptions législatives ne sont plus composées de cantons entiers mais continuent à être définies selon les limites cantonales en vigueur en 2010. Les circonscriptions sont ainsi composées des cantons actuels suivants :
- 1re circonscription : cantons de : Blagnac (sauf communes d'Aussonne et Seilh), Toulouse-2 (sauf partie de Casselardit et Minimes), Toulouse-3 (partie du Capitole ; Arnaud-Bernard, Saint Aubin, Matabiau-Marengo), Toulouse-4 (partie du Capitole), Toulouse-7 (Saint-Martin-du-Touch, partie de Lardenne) et Toulouse-8 (Lalande, Barrière-de-Paris et Ginestous)

Députés de la Haute-Garonne en 2024.

- 2e circonscription : cantons de Pechbonnieu (17 communes), Toulouse-2 (partie des Minimes), Toulouse-3 (Bonnefoy et les Chalets), Toulouse-4 (partie de Moscou), Toulouse-8 (Izards, Borderouge, Croix-Daurade, Grand-Selve et la Maourine) et Toulouse-9 (sauf partie de Soupetard), communes de Bessières, Buzet-sur-Tarn et Montrabé
- 3e circonscription : cantons de Pechbonnieu (7 communes), Toulouse-4 (partie du quartier Saint-Aubin et quartiers Saint-Michel, Le Busca, Les Carmes), Toulouse-5 (partie d'Empalot), Toulouse-10 (sauf commune de Montrabé et partie du quartier Leygue) et Toulouse-11 (sauf partie du Pont des Demoiselles et commune de Ramonville-Saint-Agne)
- 4e circonscription : cantons de Toulouse-1 (sauf partie de Bagatelle et Fontaine-Lestang), Toulouse-2 (partie de Casselardit), Toulouse-3 (partie du Capitole), Toulouse-4 (Saint-Etienne, partie de Moscou, Saint-Aubin et Saint-Georges), Toulouse-6 (Basso-Cambo, Bellefontaine, Mirail-Université, Reynerie, Saint-Simon et ZA Sud), Toulouse-7 (partie de Lardenne), Toulouse-9 (partie de Soupetard) et Toulouse-10 (partie de Leygue)
- 5e circonscription : cantons de Castelginest, Léguevin (13 communes), Pechbonnieu (2 communes) et Villemur-sur-Tarn (sauf communes de Bessières et Buzet-sur-Tarn), communes d'Aussonne, Launaguet et Seilh
- 6e circonscription : cantons de Léguevin (23 communes), Plaisance-du-Touch (sauf commune de Sabonnères) et Toulouse-7 (sauf partie de Toulouse), communes de Cambernard, Lamasquère, Sainte-Foy-de-Peyrolières et Tournefeuille
- 7e circonscription : cantons d'Auterive (sauf commune de Lafitte-Vigordane) et Muret (sauf commune de Lamasquère), communes d'Aignes, Cugnaux, Lherm, Venerque, Vernet et Villeneuve-Tolosane
- 8e circonscription : cantons de Bagnères-de-Luchon, Cazères (sauf communes de Cambernard, Lherm et Sainte-Foy-de-Peyrolières) et Saint-Gaudens, communes de Lafitte-Vigordane et Sabonnères
- 9e circonscription : cantons de Portet-sur-Garonne (sauf communes de Venerque et Vernet), Toulouse-1 (partie de Bagatelle et Fontaine-Lestang), Toulouse-5 (partie d'Empalot), Toulouse-6 (Croix de Pierre, Faourette, Lafourguette et Papus) et Toulouse-11 (partie du Pont des Demoiselles et commune de Ramonville-Saint-Agne)
- 10e circonscription : cantons de Castanet-Tolosan, Escalquens (sauf commune d'Aignes) et Revel

| Circ. | Nom                      |  | Parti | Groupe                          | Suppléant             |
| ----- | ------------------------ |  | ----- | ------------------------------- | --------------------- |
| 1re   | Hadrien Clouet           |  | LFI   | La France insoumise             | Hélène Magdo          |
| 2e    | Anne Stambach-Terrenoir  |  | LFI   | La France insoumise             | Julien Cadieu         |
| 3e    | Corinne Vignon           |  | RE    | Ensemble pour la République     | Vincent Terrail-Novès |
| 4e    | François Piquemal        |  | LFI   | La France insoumise             | Victoria Scampa       |
| 5e    | Jean-François Portarrieu |  | HOR   | Horizons et indépendants (app.) | Isabelle Gayraud      |
| 6e    | Arnaud Simion            |  | PS    | Socialistes et apparentés       | Clémentine Renaud     |
| 7e    | Christophe Bex           |  | LFI   | La France insoumise             | Sylvie Germa          |
| 8e    | Joël Aviragnet           |  | PS    | Socialistes et apparentés       | Loïc Gojard           |
| 9e    | Christine Arrighi        |  | LÉ    | Écologiste et social            | Myriam Martin         |
| 10e   | Jacques Oberti           |  | PS    | Socialistes et apparentés       | Lison Gleyses         |

### Sénateurs
Jusqu'en 2014, la majorité voire l'intégralité des sièges de sénateurs étaient détenues par la gauche. Le rapport de forces s'inverse lors du scrutin de septembre, la liste de « Rassemblement des républicains de Haute-Garonne » (UDI-UMP-MoDem), remportant trois des cinq sièges en jeu. Alain Chatillon, Brigitte Micouleau et Pierre Médevielle sont ainsi élus ou réélus.
Lors de l'élection de 2020, la liste « Solidarités et Territoires », qui réunit socialistes et communistes, arrive en tête mais ne parvient pas à remporter de siège supplémentaire. Claude Raynal est reconduit dans ses fonctions tandis que l'ancienne députée Émilienne Poumirol fait son entrée à la chambre haute, remplaçant Françoise Laborde (MR) qui conduisait une liste divers centre arrivée en cinquième position. La droite et le centre sont quant à eux divisés, Alain Chatillon et Brigitte Micouleau se présentant sur la liste « Rassemblement, actions et réussite pour nos territoires » et Pierre Médevielle, désormais membre d'Agir, conduisant la liste de majorité présidentielle « République et Équilibre de territoires en Haute-Garonne ». Malgré cela, les trois sortants sont réélus.
|  | Identité           | Étiquette | Groupe                                       | Autres mandats (passés ou actuels)                                                                                    |
|  | ------------------ | --------- | -------------------------------------------- | --- |
|  | Alain Chatillon    | LR        | Les Républicains                             | Maire de Revel (1989 → 2017) Conseiller régional (1992 → 2008)                                                        |
|  | Pierre Médevielle  | HOR       | Les Indépendants – République et territoires | Maire de Boulogne-sur-Gesse (1995 → 2017) Conseiller général de Boulogne-sur-Gesse (1998 → 2004)                      |
|  | Brigitte Micouleau | LR        | Les Républicains                             | Adjointe au maire de Toulouse (2014 → 2017)                                                                           |
|  | Claude Raynal      | PS        | Socialiste, écologiste et républicain        | Maire de Tournefeuille (1997 → 2015) Conseiller général de Tournefeuille (1998 → 2015)                                |
|  | Émilienne Poumirol | PS        | Socialiste, écologiste et républicain        | Maire de Donneville (1989 → 2014) Conseillère départementale d'Escalquens (2015 → ) Députée (10e circ.) (2012 → 2014) |

### Conseillers régionaux
Le conseil régional d'Occitanie compte 158 membres élus pour six ans dont 36 représentant la Haute-Garonne (soit deux de moins qu'en 2015). Dans le détail, la liste d'union à gauche avec des écologistes « L'Occitanie en commun » a obtenu 27 sièges, l'union de la droite (« Du courage pour l'Occitanie ») 5, et le Rassemblement national (« Rassembler l'Occitanie ») 4.
| Carole Delga                |  | PS  | 01 | Union de la gauche     | Socialistes et Citoyens d'Occitanie |
| Vincent Bounes *            |  | PS  | 02 | Union de la gauche     | Socialistes et Citoyens d'Occitanie |
| Nadia Pellefigue *          |  | PS  | 03 | Union de la gauche     | Socialistes et Citoyens d'Occitanie |
| Pierre Lacaze               |  | PCF | 04 | Union de la gauche     | Communiste Républicain et Citoyen   |
| Rachida Lucazeau            |  | PS  | 05 | Union de la gauche     | Socialistes et Citoyens d'Occitanie |
| Christophe Delahaye         |  | PRG | 06 | Union de la gauche     | Radicaux de Gauche et Citoyens      |
| Mélanie Tisné-Versailles    |  | DVG | 07 | Union de la gauche     | Socialistes et Citoyens d'Occitanie |
| Philippe Briançon           |  | PS  | 08 | Union de la gauche     | Socialistes et Citoyens d'Occitanie |
| Marie-Caroline Tempesta     |  | PS  | 09 | Union de la gauche     | Socialistes et Citoyens d'Occitanie |
| Marc Sztulman               |  | PS  | 10 | Union de la gauche     | Socialistes et Citoyens d'Occitanie |
| Stéphanie Sense             |  | PRG | 11 | Union de la gauche     | Radicaux de Gauche et Citoyens      |
| Serge Regourd               |  | DVG | 12 | Union de la gauche     | Socialistes et Citoyens d'Occitanie |
| Nathalie Mader              |  | PS  | 13 | Union de la gauche     | Socialistes et Citoyens d'Occitanie |
| Mohamed Hamami              |  | DVG | 14 | Union de la gauche     | Socialistes et Citoyens d'Occitanie |
| Laurence François           |  | PP  | 15 | Union de la gauche     | Socialistes et Citoyens d'Occitanie |
| Thierry Cotelle             |  | GRS | 16 | Union de la gauche     | Socialistes et Citoyens d'Occitanie |
| Carole Hoffmann             |  | PCF | 17 | Union de la gauche     | Communiste Républicain et Citoyen   |
| Laurent Chérubin            |  | PRG | 18 | Union de la gauche     | Radicaux de Gauche et Citoyens      |
| Émilie Dalix                |  | DVG | 19 | Union de la gauche     | Socialistes et Citoyens d'Occitanie |
| John Palacin                |  | PS  | 20 | Union de la gauche     | Socialistes et Citoyens d'Occitanie |
| Chrystel Gombert            |  | PCF | 21 | Union de la gauche     | Communiste Républicain et Citoyen   |
| Olivier Romero Gayo         |  | PP  | 22 | Union de la gauche     | Socialistes et Citoyens d'Occitanie |
| Nadia Bakiri                |  | PS  | 23 | Union de la gauche     | Socialistes et Citoyens d'Occitanie |
| Fabrice de Comarmond        |  | PS  | 24 | Union de la gauche     | Socialistes et Citoyens d'Occitanie |
| Monique Falières            |  | PRG | 25 | Union de la gauche     | Radicaux de Gauche et Citoyens      |
| Guillaume De Almeida Chaves |  | PS  | 26 | Union de la gauche     | Socialistes et Citoyens d'Occitanie |
| Sophie Adroit               |  | GRS | 27 | Union de la gauche     | Socialistes et Citoyens d'Occitanie |
| Jérôme Monamy               |  | PCF | 28 | Union de la gauche     | Communiste Républicain et Citoyen   |
| Aurélien Pradié             |  | LR  | 01 | Union de la droite     | L'Occitanie courageuse              |
| Charlotte Boudard-Pierron   |  | LR  | 02 | Union de la droite     | L'Occitanie courageuse              |
| Sacha Briand                |  | LR  | 03 | Union de la droite     | L'Occitanie courageuse              |
| Marielle Garonzi            |  | UDI | 04 | Union de la droite     | L'Occitanie courageuse              |
| Laurent Lesgourgues         |  | LR  | 05 | Union de la droite     | L'Occitanie courageuse              |
| Jean-Paul Garraud           |  | LDP | 01 | Rassemblement national | Rassemblement national              |
| Emmanuelle Pinatel          |  | RN  | 02 | Rassemblement national | Rassemblement national              |
| Julien Leonardelli          |  | RN  | 03 | Rassemblement national | Rassemblement national              |
| Marie-Christine Parolin     |  | RN  | 04 | Rassemblement national | Rassemblement national              |
| * Vice-président(e)         |  |     |    |                        |                                     |

### Conseillers départementaux
Depuis le redécoupage cantonal de 2014, le nombre de cantons haut-garonnais est passé de 53 à 27 avec un binôme paritaire élu dans chacun d'entre eux, soit 54 conseillers départementaux. À l'issue des élections départementales de 2015, la majorité sortante de gauche est reconduite à une large majorité et Georges Méric (Parti socialiste) est élu à la présidence du conseil départemental avec 47 voix et 7 bulletins blancs, succédant à Pierre Izard qui dirigeait le conseil général depuis 1988.
À la suite des élections départementales de 2021 qui ont vues le renforcement de la majorité sortante, Georges Méric est réélu le 1er juillet pour un second mandat par 48 voix et 6 bulletins blancs,.
Le 29 novembre 2022, Georges Méric annonce sa démission pour raisons personnelles et de santé – Patrice Arséguel, son suppléant, devenant conseiller départemental – et Sébastien Vincini est désigné président par intérim. Ce dernier est élu le 13 décembre 2022 par 45 voix contre 5 pour Jean-Marc Dumoulin (Villemur-sur-Tarn, Pour notre canton). On compte par ailleurs 4 bulletins blancs,.
| Canton             | Conseillers                 | Partis | Partis | Groupes                                      |
| ------------------ | --------------------------- | ------ | ------ | -------------------------------------------- |
| Auterive           | Maryse Vezat-Baronia        |        | PS     | Socialiste, radical, progressiste et citoyen |
| Auterive           | Sébastien Vincini           |        | PS     | Socialiste, radical, progressiste et citoyen |
| Bagnères-de-Luchon | Roselyne Artigues           |        | PS     | Socialiste, radical, progressiste et citoyen |
| Bagnères-de-Luchon | Patrice Rival               |        | PS     | Socialiste, radical, progressiste et citoyen |
| Blagnac            | Pascal Boureau              |        | PS     | Socialiste, radical, progressiste et citoyen |
| Blagnac            | Line Malric                 |        | PRG    | Socialiste, radical, progressiste et citoyen |
| Castanet-Tolosan   | Bernard Bagneris            |        | DVG    | Socialiste, radical, progressiste et citoyen |
| Castanet-Tolosan   | Aude Lumeau-Preceptis       |        | PS     | Socialiste, radical, progressiste et citoyen |
| Castelginest       | Victor Denouvion            |        | PS     | Socialiste, radical, progressiste et citoyen |
| Castelginest       | Sandrine Floureusses        |        | PS     | Socialiste, radical, progressiste et citoyen |
| Cazères            | Sandrine Baylac             |        | PS     | Socialiste, radical, progressiste et citoyen |
| Cazères            | Loic Gojard                 |        | PS     | Socialiste, radical, progressiste et citoyen |
| Escalquens         | Patrice Arséguel            |        | DVG    | Socialiste, radical, progressiste et citoyen |
| Escalquens         | Émilienne Poumirol          |        | PS     | Socialiste, radical, progressiste et citoyen |
| Léguevin           | Didier Laffont              |        | PS     | Socialiste, radical, progressiste et citoyen |
| Léguevin           | Véronique Volto             |        | PS     | Socialiste, radical, progressiste et citoyen |
| Muret              | Jérôme Bouteloup            |        | PRG    | Socialiste, radical, progressiste et citoyen |
| Muret              | Sophie Touzet               |        | G·s    | Génération.s, socialisme et écologie         |
| Pechbonnieu        | Émile Étoile                |        | PS     | Socialiste, radical, progressiste et citoyen |
| Pechbonnieu        | Sabine Geil-Gomez           |        | PS     | Socialiste, radical, progressiste et citoyen |
| Plaisance-du-Touch | Serge Deuilhé               |        | PS     | Socialiste, radical, progressiste et citoyen |
| Plaisance-du-Touch | Marie-Claude Leclerc        |        | PS     | Socialiste, radical, progressiste et citoyen |
| Portet-sur-Garonne | Thierry Suaud               |        | PS     | Socialiste, radical, progressiste et citoyen |
| Portet-sur-Garonne | Annie Vieu                  |        | PS     | Socialiste, radical, progressiste et citoyen |
| Revel              | Gilbert Hébrard             |        | PS     | Socialiste, radical, progressiste et citoyen |
| Revel              | Florence Siorat             |        | PS     | Socialiste, radical, progressiste et citoyen |
| Saint-Gaudens      | Jean-Yves Duclos            |        | DVG    | Continuons ensemble pour le Comminges        |
| Saint-Gaudens      | Céline Laurenties-Barrère   |        | H      | Continuons ensemble pour le Comminges        |
| Toulouse-1         | Isabelle Hardy              |        | G·s    | Génération.s, socialisme et écologie         |
| Toulouse-1         | Julien Klotz                |        | PS     | Socialiste, radical, progressiste et citoyen |
| Toulouse-2         | Christine Courade           |        | PS     | Socialiste, radical, progressiste et citoyen |
| Toulouse-2         | Jean-Michel Fabre           |        | PS     | Socialiste, radical, progressiste et citoyen |
| Toulouse-3         | Anne Boyer                  |        | PS     | Socialiste, radical, progressiste et citoyen |
| Toulouse-3         | Alain Gabrieli              |        | PS     | Socialiste, radical, progressiste et citoyen |
| Toulouse-4         | Inès Goffre-Pedrosa         |        | PCF    | Communiste, républicain et citoyen           |
| Toulouse-4         | Aurélien Taravella          |        | PP     | Socialiste, radical, progressiste et citoyen |
| Toulouse-5         | Mourad Fellah               |        | G·s    | Génération.s, socialisme et écologie         |
| Toulouse-5         | Anaïs Saint-Aubain          |        | PCF    | Communiste, républicain et citoyen           |
| Toulouse-6         | Zohra El Kouacheri          |        | PS     | Socialiste, radical, progressiste et citoyen |
| Toulouse-6         | Jean-Louis Llorca           |        | PS     | Socialiste, radical, progressiste et citoyen |
| Toulouse-7         | Laurence Degers             |        | DVG    | Socialiste, radical, progressiste et citoyen |
| Toulouse-7         | Arnaud Simion               |        | PS     | Socialiste, radical, progressiste et citoyen |
| Toulouse-8         | Marie-Claude Farcy          |        | PS     | Socialiste, radical, progressiste et citoyen |
| Toulouse-8         | Vincent Gibert              |        | PS     | Socialiste, radical, progressiste et citoyen |
| Toulouse-9         | Caroline Honvault           |        | DVG    | Haute-Garonne citoyenne                      |
| Toulouse-9         | Marc Péré                   |        | DVG    | Haute-Garonne citoyenne                      |
| Toulouse-10        | Jean-Baptiste de Scorraille |        | LR     | Union de la droite et du centre              |
| Toulouse-10        | Sophie Lamant               |        | UDI    | Union de la droite et du centre              |
| Toulouse-11        | Christophe Lubac            |        | G·s    | Génération.s, socialisme et écologie         |
| Toulouse-11        | Lauriane Masella            |        | MRC    | Socialiste, radical, progressiste et citoyen |
| Tournefeuille      | Martine Croquette           |        | PCF    | Communiste, républicain et citoyen           |
| Tournefeuille      | Dominique Fouchier          |        | PS     | Socialiste, radical, progressiste et citoyen |
| Villemur-sur-Tarn  | Karine Barrière             |        | Agir   | Pour notre canton                            |
| Villemur-sur-Tarn  | Jean-Marc Dumoulin          |        | UDI    | Pour notre canton                            |

Le 1er juillet 2021, lors de la session d'installation du conseil départemental, huit vice-présidents et sept vice-présidentes ont été élus.
Le bureau est remanié le 13 décembre 2022 avec l'élection de Sébastien Vincini (Auterive, Socialiste, radical, progressiste et citoyen) à la présidence de l'assemblée départementale. Ainsi, Maryse Vezat-Baronia est désignée première vice-présidente et Sabine Geil-Gomez prend la quinzième vice-présidence. À cette date, la liste des vice-présidents est la suivante :
|     | Identité             | Groupe | Attributions                                                                              |
| --- | -------------------- | ------ | ----------------------------------------------------------------------------------------- |
| 1re | Maryse Vezat-Baronia | SRPC   | Aménagement et développement des territoires, prospective et numérique                    |
| 2e  | Vincent Gibert       | SRPC   | Éducation, vie associative, valeurs de la République et mémoire                           |
| 3e  | Martine Croquette    | CRC    | Mobilités, infrastructures et routes                                                      |
| 4e  | Arnaud Simion        | SRPC   | Action sociale de proximité, maisons des solidarités et insertion                         |
| 5e  | Line Malric          | SRPC   | Sports et santé                                                                           |
| 6e  | Jean-Michel Fabre    | SRPC   | Transition écologique, mobilités durables, logement et habitat                            |
| 7e  | Isabelle Hardy       | GSÉ    | Diversification et desserrement économique, économie sociale et solidaire et emploi local |
| 8e  | Bernard Bagnéris     | SRPC   | Agriculture durable, circuits courts et agroalimentation                                  |
| 9e  | Sandrine Floureusses | SRPC   | Dialogue citoyen, égalités et jeunesses                                                   |
| 10e | Alain Gabrieli       | SRPC   | Personnes âgées, personnes handicapées et accès aux soins                                 |
| 11e | Annie Vieu           | SRPC   | Protection de l'enfance et familles                                                       |
| 12e | Patrice Rival        | SRPC   | Ruralité, montagne et thermalisme                                                         |
| 13e | Anne Boyer           | SRPC   | Culture                                                                                   |
| 14e | Jean-Louis Llorca    | SRPC   | Politique de la ville                                                                     |
| 15e | Sabine Geil-Gomez    | SRPC   | Patrimoine et personnel                                                                   |

Groupes politiques
Le conseil départemental de la Haute-Garonne compte sept groupes politiques : quatre appartiennent à la majorité et trois à l'opposition.
| Groupe                                       | Sigle | Président                   | Statut     | Effectif |
| -------------------------------------------- | ----- | --------------------------- | ---------- | -------- |
| Communiste, républicain et citoyen           | CRC   | Inès Goffre-Pedrosa         | majorité   | 3        |
| Génération.s, socialisme et écologie         | GSÉ   | Christophe Lubac            | majorité   | 4        |
| Socialiste, radical, progressiste et citoyen | SRPC  | Jean-Michel Fabre           | majorité   | 39       |
| Haute-Garonne citoyenne                      | HGC   | Marc Péré                   | majorité   | 2        |
| Continuons ensemble pour le Comminges        | CEC   | Jean-Yves Duclos            | opposition | 2        |
| Pour notre canton                            | PNC   | Jean-Marc Dumoulin          | opposition | 2        |
| Union de la droite et du centre              | UDC   | Jean-Baptiste de Scorraille | opposition | 2        |

### Présidents d'intercommunalités
| Carte des intercommunalités de la Haute-Garonne au 1er janvier 2019. |    |                                  |                      |       |          |          |
|                                                                      |    | Intercommunalité                 | Président            | Parti | Parti    | Élection |
|                                                                      | CC | Bassin Auterivain Haut-Garonnais | Serge Baurens        |       | DVG      | 2017     |
|                                                                      | CC | Cagire Garonne Salat             | François Arcangeli   |       | EÉLV     | 2017     |
|                                                                      | CC | Cœur de Garonne                  | Paul-Marie Blanc     |       | PS       | 2020     |
|                                                                      | CC | Cœur et Coteaux du Comminges     | Magali Gasto-Oustric |       | DVG      | 2020     |
|                                                                      | CC | Coteaux Bellevue                 | Sabine Geil-Gomez    |       | PS       | 2008     |
|                                                                      | CC | Coteaux du Girou                 | Daniel Calas         |       | PS       | 2008     |
|                                                                      | CC | Frontonnais                      | Hugo Cavagnac        |       | Horizons | 2020     |
|                                                                      | CC | Hauts Tolosans                   | Jean-Paul Delmas     |       | DVG      | 2020     |
|                                                                      | CC | Lauragais Revel Sorezois         | Laurent Hourquet     |       | DVC      | 2020     |
|                                                                      | CA | Le Grand Ouest Toulousain        | Philippe Guyot       |       | DVC      | 2020     |
|                                                                      | CA | Le Muretain Agglo                | André Mandement      |       | PS       | 2008     |
|                                                                      | CC | Pyrénées Haut-Garonnaises        | Alain Puente         |       | PS       | 2020     |
|                                                                      | CA | Sicoval                          | Jacques Oberti       |       | PS       | 2015     |
|                                                                      | CC | Terres du Lauragais              | Christian Portet     |       | PS       | 2017     |
|                                                                      | M  | Toulouse Métropole               | Jean-Luc Moudenc     |       | LFA      | 2015     |
|                                                                      | CC | Val'Aïgo                         | Jean-Marc Dumoulin   |       | UDI      | 2014     |
|                                                                      | CC | Volvestre                        | Denis Turrel         |       | PS       | 2017     |

Deux communes font partie d'une intercommunalité dont le siège est situé hors département : Azas pour la CC Tarn-Agout et Fontenilles pour la CC de la Gascogne Toulousaine. À l'inverse, la communauté de communes Lauragais Revel Sorezois compte des communes de départements limitrophes : Arfons, Belleserre, Blan, Cahuzac, Durfort, Garrevaques, Lempaut, Les Cammazes, Montgey, Palleville, Poudis, Puéchoursi, Saint-Amancet et Sorèze dans le Tarn et Les Brunels dans l'Aude.
La Haute-Garonne compte par ailleurs quatre pôles d'équilibre territorial et rural (PETR) :
- le Pays Comminges Pyrénées, au sud du département, qui regroupe les trois intercommunalités de l'arrondissement de Saint-Gaudens ;
- le Pays du Sud Toulousain, au sud de Toulouse, qui réunit les communautés de communes du Bassin Auterivain Haut-Garonnais, Cœur de Garonne et du Volvestre ;
- le Pays Lauragais, situé au nord du territoire, qui correspond à peu près à la région historique du Lauragais et qui est composé de quatre communauté de communes ;
- le Pays Tolosan, localisé au nord de la métropole toulousaine, qui compte des communes isolées et cinq intercommunalités, ce qui en fait le PETR le plus peuplé de l'ancienne région Midi-Pyrénées.

### Maires

Carte des 586 communes de la Haute-Garonne au 1er janvier 2023.

| Commune                   | Maire                     |  | Parti      | Élection | Population |
| ------------------------- | ------------------------- |  | ---------- | -------- | ---------- |
| Aucamville                | Gérard André              |  | PS         | 2004     | 9 578      |
| Aussonne                  | Michel Beuillé            |  | PCF (app.) | 2020     | 7 731      |
| Auterive                  | René Azéma                |  | PS         | 2018     | 10 291     |
| Balma                     | Vincent Terrail-Novès     |  | RE         | 2014     | 17 431     |
| Beauzelle                 | Patrice Rodrigues         |  | PS         | 2014     | 8 184      |
| Blagnac                   | Joseph Carles             |  | DVG        | 2017     | 27 314     |
| Bruguières                | Arnaud Sigu               |  | DVD        | 2024     | 5 908      |
| Carbonne                  | Denis Turrel              |  | PS         | 2020     | 5 650      |
| Castanet-Tolosan          | Xavier Normand            |  | EELV       | 2020     | 15 264     |
| Castelginest              | Grégoire Carneiro         |  | LR         | 1995     | 11 033     |
| Castelnau-d'Estrétefonds  | Sandrine Sigal            |  | DVG        | 2022     | 6 915      |
| Colomiers                 | Karine Traval-Michelet    |  | PS         | 2014     | 40 916     |
| Cornebarrieu              | Alain Toppan              |  | DVD        | 2014     | 8 571      |
| Cugnaux                   | Albert Sanchez            |  | DVG        | 2020     | 20 239     |
| Eaunes                    | Alain Sottil              |  | DVC        | 2020     | 6 525      |
| Escalquens                | Jean-Luc Tronco           |  | DVD        | 2020     | 6 990      |
| Fenouillet                | Thierry Duhamel           |  | DVG        | 2020     | 5 727      |
| Fonsorbes                 | Françoise Siméon          |  | DVG        | 2014     | 13 048     |
| Fontenilles               | Christophe Tountevich     |  | DVC        | 2020     | 5 869      |
| Fronton                   | Hugo Cavagnac             |  | HOR        | 2014     | 6 664      |
| Frouzins                  | Jérôme Laffon             |  | PS         | 2020     | 9 808      |
| Grenade                   | Jean-Paul Delmas          |  | DVG        | 2012     | 9 039      |
| L'Union                   | Marc Péré                 |  | DVG        | 2014     | 12 410     |
| La Salvetat-Saint-Gilles  | François Arderiu          |  | DVG        | 2014     | 8 477      |
| Labarthe-sur-Lèze         | Yves Cadas                |  | PS         | 2014     | 6 467      |
| Launaguet                 | Michel Rougé              |  | PS         | 2014     | 9 216      |
| Léguevin                  | Étienne Cardeilhac-Pugens |  | DVC        | 2020     | 9 710      |
| Merville                  | Chantal Aygat             |  | DVG        | 2014     | 6 640      |
| Mondonville               | Véronique Barraqué-Onno   |  | DVG        | 2020     | 6 003      |
| Muret                     | André Mandement           |  | PS         | 2008     | 25 653     |
| Pibrac                    | Camille Pouponneau        |  | PS         | 2020     | 8 828      |
| Plaisance-du-Touch        | Philippe Guyot            |  | DVC        | 2019     | 20 471     |
| Portet-sur-Garonne        | Thierry Suaud             |  | PS         | 2008     | 9 798      |
| Quint-Fonsegrives         | Jean-Pierre Gasc          |  | DVD        | 2020     | 6 059      |
| Ramonville-Saint-Agne     | Christophe Lubac          |  | G·s        | 2008     | 15 172     |
| Revel                     | Laurent Hourquet          |  | DVC        | 2020     | 9 686      |
| Roques                    | Sylvain Mabire            |  | DVD        | 2020     | 5 295      |
| Saint-Alban               | Alain Susigan             |  | DVG        | 2020     | 6 447      |
| Saint-Gaudens             | Jean-Yves Duclos          |  | DVG        | 2014     | 11 869     |
| Saint-Jean                | Bruno Espic               |  | PS         | 2020     | 11 239     |
| Saint-Jory                | Victor Denouvion          |  | PS         | 2023     | 7 996      |
| Saint-Lys                 | Serge Deuilhé             |  | PS         | 2016     | 9 776      |
| Saint-Orens-de-Gameville  | Serge Jop                 |  | DVC        | 2022     | 14 229     |
| Seysses                   | Jérôme Bouteloup          |  | PRG        | 2020     | 10 167     |
| Toulouse                  | Jean-Luc Moudenc          |  | LFA        | 2014     | 511 684    |
| Tournefeuille             | Frédéric Parre            |  | PS         | 2024     | 29 724     |
| Villefranche-de-Lauragais | Valérie Grafeuille-Roudet |  | PS         | 2022     | 5 054      |
| Villemur-sur-Tarn         | Jean-Marc Dumoulin        |  | UDI        | 2014     | 6 235      |
| Villeneuve-Tolosane       | Romain Vaillant           |  | PS         | 2020     | 10 704     |

Plusieurs communes ont vu un changement de premier édile en cours de mandat :

## Résultats électoraux

### Élections européennes
- Élections européennes de 2024 :

|                                                   | La France revient ! Avec Jordan Bardella et Marine Le Pen Rassemblement national et L'Avenir français | 137 414 | 25,48  |
|                                                   | Réveiller l'Europe Parti socialiste et Place publique | 102 999 | 19,10  |
|                                                   | Besoin d'Europe Ensemble et Union des démocrates et indépendants | 72 892  | 13,51  |
|                                                   | La France insoumise - Union populaire La France insoumise, Parti ouvrier indépendant, Révolution écologique pour le vivant, Péyi-A, Pour La Réunion et Gauche écosocialiste                                        | 60 387  | 11,20  |
|                                                   | Europe Écologie Les Écologistes – EELV et Alternative alsacienne | 39 823  | 7,38   |
|                                                   | La droite pour faire entendre la voix de la France en Europe Les Républicains et Les Centristes | 32 009  | 5,93   |
|                                                   | La France fière, menée par Marion Maréchal et soutenue par Éric Zemmour Reconquête et Mouvement conservateur | 26 635  | 4,94   |
|                                                   | Alliance rurale Résistons | 15 071  | 2,79   |
|                                                   | Gauche unie pour le monde du travail soutenue par Fabien Roussel Parti communiste français, Fédération de la gauche républicaine, Parti communiste réunionnais, Parti communiste martiniquais et Humains et dignes | 11 989  | 2,22   |
|                                                   | Parti animaliste - Les animaux comptent, votre voix aussi Parti animaliste | 9 495   | 1,76   |
|                                                   | Écologie au centre , Égalité Europe Écologie, Régions unies d'Europe, Génération animal, Jeunes Ecqo et La France autrement                                                                                        | 7 870   | 1,46   |
|                                                   | Liste Asselineau-Frexit, pour le pouvoir d'achat et pour la paix Union populaire républicaine | 5 402   | 1,00   |
|                                                   | L'Europe ça suffit ! Les Patriotes et Via, la voie du peuple | 4 684   | 0,87   |
|                                                   | Écologie positive et territoires Écologie positive, Cap21, France Écologie, Le Trèfle - Les nouveaux écologistes, Les Universalistes, 100 % citoyens, Le Mouvement pour les animaux et Parti nationaliste basque   | 2 677   | 0,50   |
|                                                   | Équinoxe : écologie pratique et renouveau démocratique Équinoxe | 2 591   | 0,48   |
|                                                   | Lutte ouvrière - Le camp des travailleurs Lutte ouvrière et Combat ouvrier | 2 037   | 0,38   |
|                                                   | Europe Territoires Écologie Parti radical de gauche, Régions et peuples solidaires, Volt France, Mouvement des progressistes, Mouvement des citoyens et Collectif des sociaux-démocrates réformateurs              | 1 671   | 0,31   |
|                                                   | Pour un monde sans frontières ni patrons, urgence révolution ! Nouveau Parti anticapitaliste – Révolutionnaires | 1 024   | 0,19   |
|                                                   | Changer l'Europe Nouvelle Donne et Allons enfants | 604     | 0,11   |
|                                                   | Nous le peuple République souveraine et L'Appel au peuple | 500     | 0,09   |
|                                                   | Parti pirate | 394     | 0,07   |
|                                                   | Espéranto langue commune Europe Démocratie Espéranto | 212     | 0,04   |
|                                                   | Forteresse Europe - Liste d'unité nationaliste Les Nationalistes | 189     | 0,04   |
|                                                   | Paix et Décroissance Écologiste, Objecteurs de croissance, Brouette et Décroissance Élections | 164     | 0,03   |
|                                                   | La ruche citoyenne La Ruche citoyenne | 144     | 0,03   |
|                                                   | Non ! Prenons-nous en mains Rester libre | 111     | 0,02   |
|                                                   | France libre Extrême droite | 102     | 0,02   |
|                                                   | PACE - Parti des citoyens européens, pour l'armée européenne, pour l'Europe sociale, pour la planète ! Parti des citoyens européens et La France a des Elles                                                       | 70      | 0,01   |
|                                                   | Défendre les enfants Droits du parent et de l'enfant | 59      | 0,01   |
|                                                   | Free Palestine Union des démocrates musulmans français | 44      | 0,01   |
|                                                   | « Pour le pain, la paix, la liberté ! » présentée par le Parti des travailleurs Parti des travailleurs | 24      | 0,00   |
|                                                   | Pour une autre Europe Fédération citoyenne | 24      | 0,00   |
|                                                   | Non à l'UE et à l'OTAN, communistes pour la paix et le progrès social Association nationale des communistes | 22      | 0,00   |
|                                                   | Pour une démocratie réelle : décidons nous-mêmes ! Décidons nous-mêmes ! | 14      | 0,00   |
|                                                   | Liberté démocratique française et Nouvelle émergence patriotique | 11      | 0,00   |
|                                                   | Démocratie représentative | 7       | 0,00   |
|                                                   | Parti révolutionnaire Communistes | 1       | 0,00   |
|                                                   | Pour une humanité souveraine Changement citoyen | 1       | 0,00   |
|                                                   | |         |        |
| Inscrits                                          | Inscrits | 952 255 | 100,00 |
| Abstentions                                       | Abstentions | 401 044 | 42,12  |
| Votants                                           | Votants | 551 211 | 57,88  |
| Blancs                                            | Blancs | 6 210   | 1,13   |
| Nuls                                              | Nuls | 5 634   | 1,02   |
| Exprimés                                          | Exprimés | 539 367 | 97,85  |
| Source : Ministère de l'Intérieur - Haute-Garonne | |         |        |

### Élections législatives
| 2024 | 2024 | 2024 | 2024 | 2024 | 2024 | 2024 | 2024 | 2024 |                                                    | LFI                                                |                                                    | LFI                                                |                                                    | RE                                                 |                                                    | LFI                                                |                                                    | HOR                                                |                                                    | PS                                                 |                                                    | LFI                                                |                                                    | PS                                                 |                                                    | LÉ                                                 |                                                    | PS                                                 |                                                    |                                                    |                                                    |                                                    |
| 2022 | 2022 | 2022 | 2022 | 2022 | 2022 | 2022 | 2022 | 2022 |                                                    | LFI                                                |                                                    | LFI                                                |                                                    | RE                                                 |                                                    | LFI                                                |                                                    | RE                                                 |                                                    | RE                                                 |                                                    | LFI                                                |                                                    | PS                                                 |                                                    | EÉLV                                               |                                                    | PRV                                                |                                                    |                                                    |                                                    |                                                    |
| 2017 | 2017 | 2017 | 2017 | 2017 | 2017 | 2017 | 2017 | 2017 |                                                    | DVC                                                |                                                    | MoDem                                              |                                                    | LREM                                               |                                                    | LREM                                               |                                                    | LREM                                               |                                                    | LREM                                               |                                                    | LREM                                               |                                                    | PS EP                                              |                                                    | LREM                                               |                                                    | LREM                                               |                                                    |                                                    |                                                    |                                                    |
| 2012 | 2012 | 2012 | 2012 | 2012 | 2012 | 2012 | 2012 | 2012 |                                                    | PS                                                 |                                                    | PS                                                 |                                                    | UMP EP                                             |                                                    | PS                                                 |                                                    | PS                                                 |                                                    | PS                                                 |                                                    | PS                                                 |                                                    | PS                                                 |                                                    | PS                                                 |                                                    | PS                                                 |                                                    |                                                    |                                                    |                                                    |
| 2007 | 2007 | 2007 | 2007 | 2007 | 2007 | 2007 | 2007 | 2007 |                                                    | PS                                                 |                                                    | PS                                                 |                                                    | PS                                                 |                                                    | PS                                                 |                                                    | PS                                                 |                                                    | PS                                                 |                                                    | PS                                                 |                                                    | PS                                                 |                                                    |                                                    |                                                    |                                                    |                                                    |                                                    |                                                    |                                                    |
| 2002 | 2002 | 2002 | 2002 | 2002 | 2002 | 2002 | 2002 | 2002 |                                                    | UMP                                                |                                                    | PS                                                 |                                                    | PS                                                 |                                                    | UMP                                                |                                                    | PS                                                 |                                                    | PS                                                 |                                                    | PS                                                 |                                                    | PS                                                 |                                                    |                                                    |                                                    |                                                    |                                                    |                                                    |                                                    |                                                    |
| 1997 | 1997 | 1997 | 1997 | 1997 | 1997 | 1997 | 1997 | 1997 |                                                    | UDF EP                                             |                                                    | PS                                                 |                                                    | PS                                                 |                                                    | PS                                                 |                                                    | PS                                                 |                                                    | PS                                                 |                                                    | PS                                                 |                                                    | PS                                                 |                                                    |                                                    |                                                    |                                                    |                                                    |                                                    |                                                    |                                                    |
| 1993 | 1993 | 1993 | 1993 | 1993 | 1993 | 1993 | 1993 | 1993 |                                                    | UDF EP                                             |                                                    | RPR                                                |                                                    | UDF                                                |                                                    | RPR                                                |                                                    | RPR                                                |                                                    | UDF                                                |                                                    | UDF                                                |                                                    | PS                                                 |                                                    |                                                    |                                                    |                                                    |                                                    |                                                    |                                                    |                                                    |
| 1988 | 1988 | 1988 | 1988 | 1988 | 1988 | 1988 | 1988 | 1988 |                                                    | UDF                                                |                                                    | PS                                                 |                                                    | PS                                                 |                                                    | PS                                                 |                                                    | PS                                                 |                                                    | PS                                                 |                                                    | PS                                                 |                                                    | PS                                                 |                                                    |                                                    |                                                    |                                                    |                                                    |                                                    |                                                    |                                                    |
| 1986 | 1986 | 1986 | 1986 | 1986 | 1986 | 1986 | 1986 | 1986 | Scrutin proportionnel plurinominal par département | Scrutin proportionnel plurinominal par département | Scrutin proportionnel plurinominal par département | Scrutin proportionnel plurinominal par département | Scrutin proportionnel plurinominal par département | Scrutin proportionnel plurinominal par département | Scrutin proportionnel plurinominal par département | Scrutin proportionnel plurinominal par département | Scrutin proportionnel plurinominal par département | Scrutin proportionnel plurinominal par département | Scrutin proportionnel plurinominal par département | Scrutin proportionnel plurinominal par département | Scrutin proportionnel plurinominal par département | Scrutin proportionnel plurinominal par département | Scrutin proportionnel plurinominal par département | Scrutin proportionnel plurinominal par département | Scrutin proportionnel plurinominal par département | Scrutin proportionnel plurinominal par département | Scrutin proportionnel plurinominal par département | Scrutin proportionnel plurinominal par département | Scrutin proportionnel plurinominal par département | Scrutin proportionnel plurinominal par département | Scrutin proportionnel plurinominal par département | Scrutin proportionnel plurinominal par département |
| 1981 | 1981 | 1981 | 1981 | 1981 | 1981 | 1981 | 1981 | 1981 |                                                    | PS                                                 |                                                    | PS                                                 |                                                    | PS                                                 |                                                    | PS                                                 |                                                    | PS                                                 |                                                    | PS                                                 |                                                    |                                                    |                                                    |                                                    |                                                    |                                                    |                                                    |                                                    |                                                    |                                                    |                                                    |                                                    |
| 1978 | 1978 | 1978 | 1978 | 1978 | 1978 | 1978 | 1978 | 1978 |                                                    | PS                                                 |                                                    | PS                                                 |                                                    | PS                                                 |                                                    | PS                                                 |                                                    | PS                                                 |                                                    | PS                                                 |                                                    |                                                    |                                                    |                                                    |                                                    |                                                    |                                                    |                                                    |                                                    |                                                    |                                                    |                                                    |
| 1973 | 1973 | 1973 | 1973 | 1973 | 1973 | 1973 | 1973 | 1973 |                                                    | PS                                                 |                                                    | RI                                                 |                                                    | PS                                                 |                                                    | PS                                                 |                                                    | PS                                                 |                                                    | PS                                                 |                                                    |                                                    |                                                    |                                                    |                                                    |                                                    |                                                    |                                                    |                                                    |                                                    |                                                    |                                                    |
| 1968 | 1968 | 1968 | 1968 | 1968 | 1968 | 1968 | 1968 | 1968 |                                                    | UDR                                                |                                                    | RI                                                 |                                                    | UDR                                                |                                                    | SFIO                                               |                                                    | PDM                                                |                                                    | RRRS                                               |                                                    |                                                    |                                                    |                                                    |                                                    |                                                    |                                                    |                                                    |                                                    |                                                    |                                                    |                                                    |
| 1967 | 1967 | 1967 | 1967 | 1967 | 1967 | 1967 | 1967 | 1967 |                                                    | SFIO                                               |                                                    | CIR                                                |                                                    | SFIO                                               |                                                    | SFIO                                               |                                                    | DVD                                                |                                                    | RRRS                                               |                                                    |                                                    |                                                    |                                                    |                                                    |                                                    |                                                    |                                                    |                                                    |                                                    |                                                    |                                                    |
| 1962 | 1962 | 1962 | 1962 | 1962 | 1962 | 1962 | 1962 | 1962 |                                                    | SFIO                                               |                                                    | RI                                                 |                                                    | UNR                                                |                                                    | SFIO                                               |                                                    | SFIO                                               |                                                    | RRRS                                               |                                                    |                                                    |                                                    |                                                    |                                                    |                                                    |                                                    |                                                    |                                                    |                                                    |                                                    |                                                    |
| 1958 | 1958 | 1958 | 1958 | 1958 | 1958 | 1958 | 1958 | 1958 |                                                    | UNR                                                |                                                    | CNI                                                |                                                    | UNR                                                |                                                    | SFIO                                               |                                                    | ED                                                 |                                                    | RRRS                                               |                                                    |                                                    |                                                    |                                                    |                                                    |                                                    |                                                    |                                                    |                                                    |                                                    |                                                    |                                                    |

| XVe                                                     | 11 et 18 mars 2018        | 8e  | Joël Aviragnet   |  | PS      | Joël Aviragnet        |  | PS      |
| XVe                                                     | -                         |     |                  |  |         |                       |  |         |
| XIVe                                                    | 25 mai et 1er juin 2014   | 3e  | Jean-Luc Moudenc |  | UMP     | Laurence Arribagé     |  | UMP     |
| XIVe                                                    | -                         |     |                  |  |         |                       |  |         |
| XIe                                                     | 25 mars et 1er avril 2001 | 1re | Dominique Baudis |  | UDF-FD  | Philippe Douste-Blazy |  | UDF     |
| XIe                                                     | -                         |     |                  |  |         |                       |  |         |
| Xe                                                      | 12 et 19 juin 1994        | 1re | Dominique Baudis |  | UDF-CDS | Jean-Claude Paix      |  | UDF-CDS |
| Xe                                                      | -                         |     |                  |  |         |                       |  |         |
| Chaque élection partielle est indiquée par le sigle EP. |                           |     |                  |  |         |                       |  |         |

### Élections cantonales et départementales
|                                      |       |       |      |                                              |
| Président du conseil départemental   |       |       |      |                                              |
| Sébastien Vincini (PS)               |       |       |      |                                              |
| Parti                                | Sigle | Sigle | Élus | Groupes                                      |
| Majorité (48 sièges)                 |       |       |      |                                              |
| Parti socialiste                     |       | PS    | 32   | Socialiste, radical, progressiste et citoyen |
| Divers gauche                        |       | DVG   | 3    | Socialiste, radical, progressiste et citoyen |
| Parti radical de gauche              |       | PRG   | 2    | Socialiste, radical, progressiste et citoyen |
| Mouvement républicain et citoyen     |       | MRC   | 1    | Socialiste, radical, progressiste et citoyen |
| Place publique                       |       | PP    | 1    | Socialiste, radical, progressiste et citoyen |
| Génération.s                         |       | G·s   | 4    | Génération.s, socialisme et écologie         |
| Parti communiste français            |       | PCF   | 3    | Communiste, républicain citoyen              |
| Divers gauche                        |       | DVG   | 2    | Haute-Garonne Citoyenne                      |
| Opposition (6 sièges)                |       |       |      |                                              |
| Les Républicains                     |       | LR    | 1    | Union de la droite et du centre              |
| Union des démocrates et indépendants |       | UDI   | 1    | Union de la droite et du centre              |
| Union des démocrates et indépendants |       | UDI   | 1    | Pour notre canton                            |
| Agir                                 |       | Agir  | 1    | Pour notre canton                            |
| Horizons                             |       | H     | 1    | Continuons ensemble pour le Comminges        |
| Divers gauche                        |       | DVG   | 1    | Continuons ensemble pour le Comminges        |

### Élections municipales
| Commune                  | Parti (2020) | Parti (2014) | Parti (2008) | Parti (2001) | Parti (1995) | Parti (1989) | Parti (1983) | Parti (1977) |
| ------------------------ | ------------ | ------------ | ------------ | ------------ | ------------ | ------------ | ------------ | ------------ |
| Aucamville               | PS           | PS           | PS           | PS           | PS           | PS           | PS           | PS           |
| Aussonne                 | PCF app.     | PS           | PS           | PS           | RPR          | PS           | PS           | PS           |
| Auterive                 | PS           | UDI          | PS           | UDF          | UDF          | UDF          | PS           | PS           |
| Balma                    | DVC          | UMP          | PS           | PS           | PS           | UDF          | UDF          | PR           |
| Beauzelle                | PS           | PS           | PS           | PS           | PS           | PS           | n.c.         | n.c.         |
| Blagnac                  | DVG          | PRG          | PRG          | PRG          | MRG          | MRG          | MRG          | MRG          |
| Bruguières               | DVD          | DVD          | DVD          | DVD          | DVD          | DVD          | DVD          | DVD          |
| Carbonne                 | PS           | PS           | PS           | PS           | PS           | PS           | PS           | PS           |
| Castanet-Tolosan         | EÉLV         | MoDem        | MoDem        | UDF          | DVG          | PS           | PS           | PS           |
| Castelginest             | LR           | UMP          | UMP          | RPR          | RPR          | UDF          | UDF          | MRG          |
| Castelnau-d'Estrétefonds | DVG          | DVG          | PS           | PS           | PS           | PS           | n.c.         | n.c.         |
| Colomiers                | PS           | PS           | PS           | PS           | PS           | PS           | PS           | PS           |
| Cornebarrieu             | DVD          | DVD          | SE           | SE           | SE           | SE           | SE           | SE           |
| Cugnaux                  | DVG          | MoDem        | PRG          | PRG          | RPR          | RPR          | PS           | DVG          |
| Eaunes                   | DVC          | PS           | DVD          | DVD          | DVD          | DVD          | n.c.         | n.c.         |
| Escalquens               | DVD          | PS           | PS           | PS           | PS           | MRG          | MRG          | MRG          |
| Fenouillet               | DVG          | DVD          | PS           | PS           | PS           | PS           | DVD          | DVD          |
| Fonsorbes                | DVG          | DVG          | PS           | PS           | PS           | PS           | n.c.         | n.c.         |
| Fontenilles              | DVC          | PS           | PS           | PS           | PS           | PS           | PS           | PS           |
| Fronton                  | Agir         | SE           | UMP          | RPR          | RPR          | RPR          | RPR          | RPR          |
| Frouzins                 | PS           | PS           | PS           | PS           | PS           | PS           | DVG          | DVG          |
| Grenade                  | DVG          | DVG          | PRG          | PS           | DVD          | PS           | DVD          | DVD          |
| L'Union                  | DVG          | DVG          | DVD          | DVD          | DVD          | DVD          | DVD          | DVD          |
| La Salvetat-Saint-Gilles | DVG          | DVG          | PS           | PS           | PS           | PS           | n.c.         | n.c.         |
| Labarthe-sur-Lèze        | PS           | PS           | PS           | PS           | PS           | PS           | n.c.         | n.c.         |
| Launaguet                | PS           | PS           | PS           | PS           | PS           | PS           | PS           | PS           |
| Léguevin                 | DVC          | UMP          | UMP          | DVD          | PS           | PS           | PS           | n.c.         |
| Merville                 | DVG          | DVG          | PS           | PS           | PS           | n.c.         | n.c.         | n.c.         |
| Mondonville              | DVG          | PRG          | PRG          | PRG          | RPR          | PS           | PS           | PS           |
| Muret                    | PS           | PS           | PS           | UDF          | UDF          | PS           | DVD          | DVD          |
| Pibrac                   | PS           | PS           | PS           | PS           | PS           | RPR          | RPR          | RPR          |
| Plaisance-du-Touch       | LREM         | PS           | PS           | PS           | PS           | PS           | n.c.         | n.c.         |
| Portet-sur-Garonne       | PS           | PS           | PS           | PS           | PS           | PS           | PS           | PS           |
| Quint-Fonsegrives        | DVD          | DVD          | DVD          | DVD          | DVD          | DVD          | DVD          | n.c.         |
| Ramonville-Saint-Agne    | G·s          | PS           | PS           | PS           | PS           | PS           | PS           | PS           |
| Revel                    | DVC          | UDI          | UMP          | DVD          | DVD          | DVD          | PS           | PS           |
| Saint-Alban              | DVG          | DVG          | DVG          | DVG          | PS           | PS           | PS           | PS           |
| Saint-Gaudens            | DVG          | DVG          | PS           | UDF          | PS           | PS           | RPR          | RPR          |
| Saint-Jean               | PS           | PS           | PS           | PS           | PS           | PS           | DVD          | n.c.         |
| Saint-Jory               | LR           | UMP          | PS           | PS           | DVD          | PS           | PS           | PS           |
| Saint-Lys                | PS           | PS           | PS           | Centriste    | DVG          | DVG          | MRG          | MRG          |
| Saint-Orens-de-Gameville | LREM         | UDI-PRV      | PCF          | PCF          | DVD          | DVD          | MRG          | MRG          |
| Seysses                  | PRG          | PS           | PS           | PCF          | PCF          | PCF          | PCF          | PCF          |
| Toulouse                 | LR           | UMP          | PS           | UDF          | UDF          | UDF          | UDF          | CDS          |
| Tournefeuille            | PS           | PS           | PS           | PS           | PS           | PS           | PS           | PS           |
| Villemur-sur-Tarn        | UDI          | UDI          | MoDem        | PS           | PS           | PS           | PS           | PS           |
| Villeneuve-Tolosane      | PS           | PS           | PS           | PS           | SE           | SE           | SE           | SE           |